# Shovel Headed Kill Machine
Shovel Headed Kill Machine sedmi je studijski album američkog thrash metal sastava Exodus. Diskografska kuća Nuclear Blast objavila ga je 4. listopada 2005. godine. Jedini je album sastava s bubnjarom Paulom Bostaphom i prvi s pjevačem Robom Dukesom.

## Popis pjesama
Tekstovi: Gary Holt, osim gdje je označeno drugačije, glazba: Holt.
| 1.    | »Raze«                       | Holt, Rob Dukes | 4:17 |
| 2.    | »Deathamphetamine«           |                 | 8:31 |
| 3.    | »Karma's Messenger«          | Dukes           | 4:15 |
| 4.    | »Shudder to Think«           |                 | 4:49 |
| 5.    | »I Am Abomination«           |                 | 3:25 |
| 6.    | »Altered Boy«                |                 | 7:37 |
| 7.    | »Going Going Gone«           |                 | 4:59 |
| 8.    | »Now Thy Death Day Come«     |                 | 5:11 |
| 9.    | ».44 Magnum Opus«            |                 | 6:57 |
| 10.   | »Shovel Headed Kill Machine« |                 | 2:56 |
| 52:57 |                              |                 |      |

## Zasluge
Exodus
- Gary Holt – gitara, produkcija
- Rob Dukes – vokali
- Paul Bostaph – bubnjevi
- Jack Gibson – bas-gitara
- Lee Altus – gitara

Ostalo osoblje
- Andy Sneap – miks, mastering
- Juan Urteaga – tonska obrada